# Бром (музыкальный коллектив)
«Бром» (также Brom, [Br]om) — московский ансамбль, исполняющий инструментальную музыку в направлениях авант-джаз, фри-джаз, панк-джаз, нойз с сильной импровизационной составляющей (сами музыканты называют это сочетание «ноу-джазом»).

## История
Коллектив основан в начале 2008 года. Основатель и единственный постоянный участник на протяжении всего времени существования группы — контрабасист Дмитрий Лапшин, ранее игравший на бас-гитаре. Продолжительное время в группе играла барабанщица Оксана Григорьева, с которой записан материал первых двух альбомов группы: «Бром» и «Бельмо».
«Бром» принимал участие в значительных фестивалях независимой экспериментальной и импровизационной музыки — «Длинные руки-8», «Шум и ярость» Алексея Борисова, Leo Fest-2013, «Pandus-fest», «Мистериограф», «Боль».
Третий альбом группы — «Три ребра» — записан в составе трио: Дмитрий Лапшин (контрабас), Антон Пономарёв (баритон-саксофон), Константин Сухан (труба), издан в 2014 году на крупном лейбле «Геометрия». Презентация пластинки прошла в магазине «Дом Культуры», где музыканты выступили уже квартетом — к ним присоединился барабанщик Андрей Ким.

Несомненно — «БРОМ» потрясающе сыгран, каждый музыкант чувствует друг друга. Все это позволяет музыкантам развивать столь необычный стиль, к которому у нас почти никто не обращается. Стиль, построенный на четкой риффовой структуре, с плавающей мелодической линией, порой отдельными, порой даже и не связанными между собой, звуковыми мазками, то отдаляющимися друг от друга, то образующими четкие композиционные структурные построения.
— Алексей Круглов, саксофонист

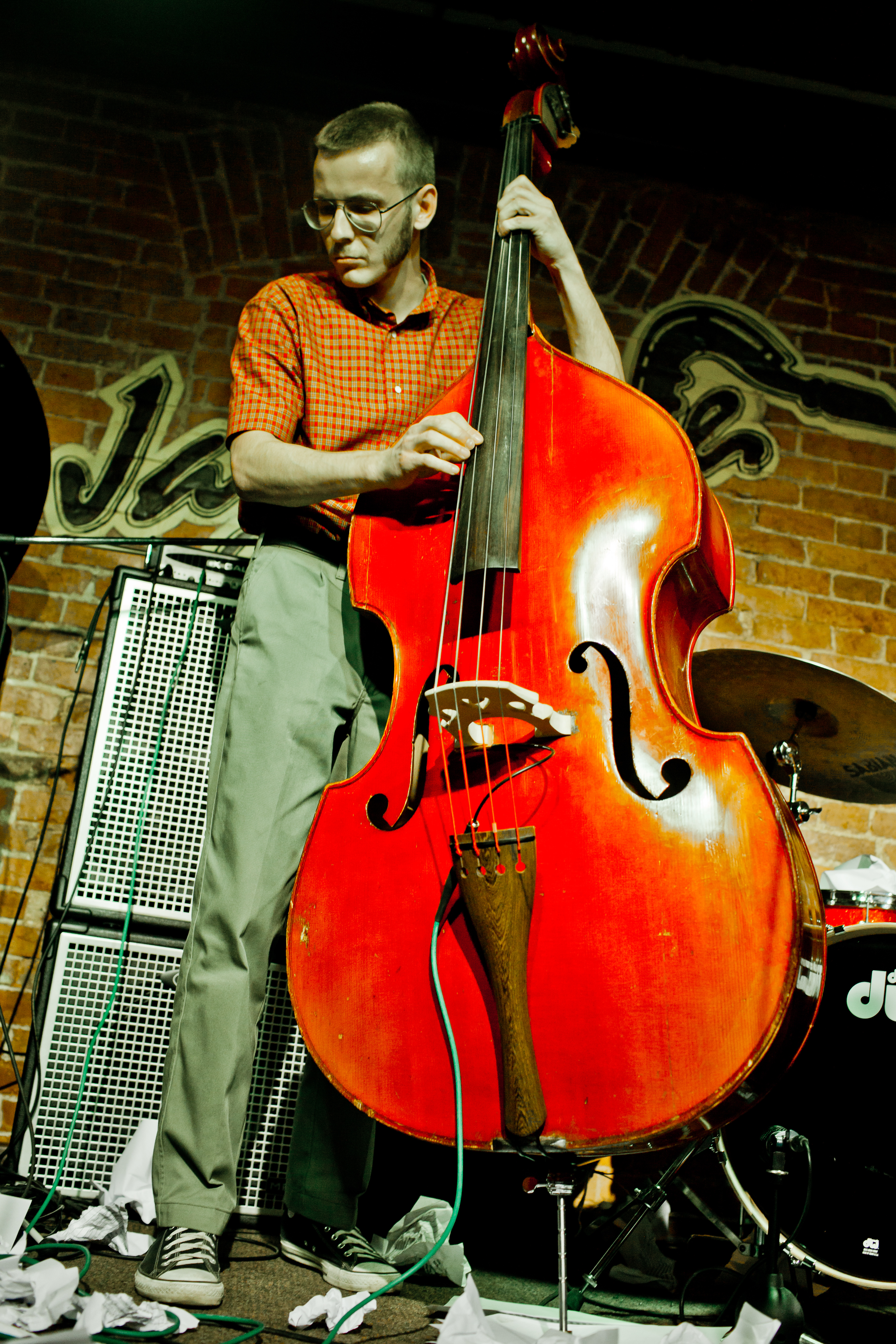
Дмитрий Лапшин
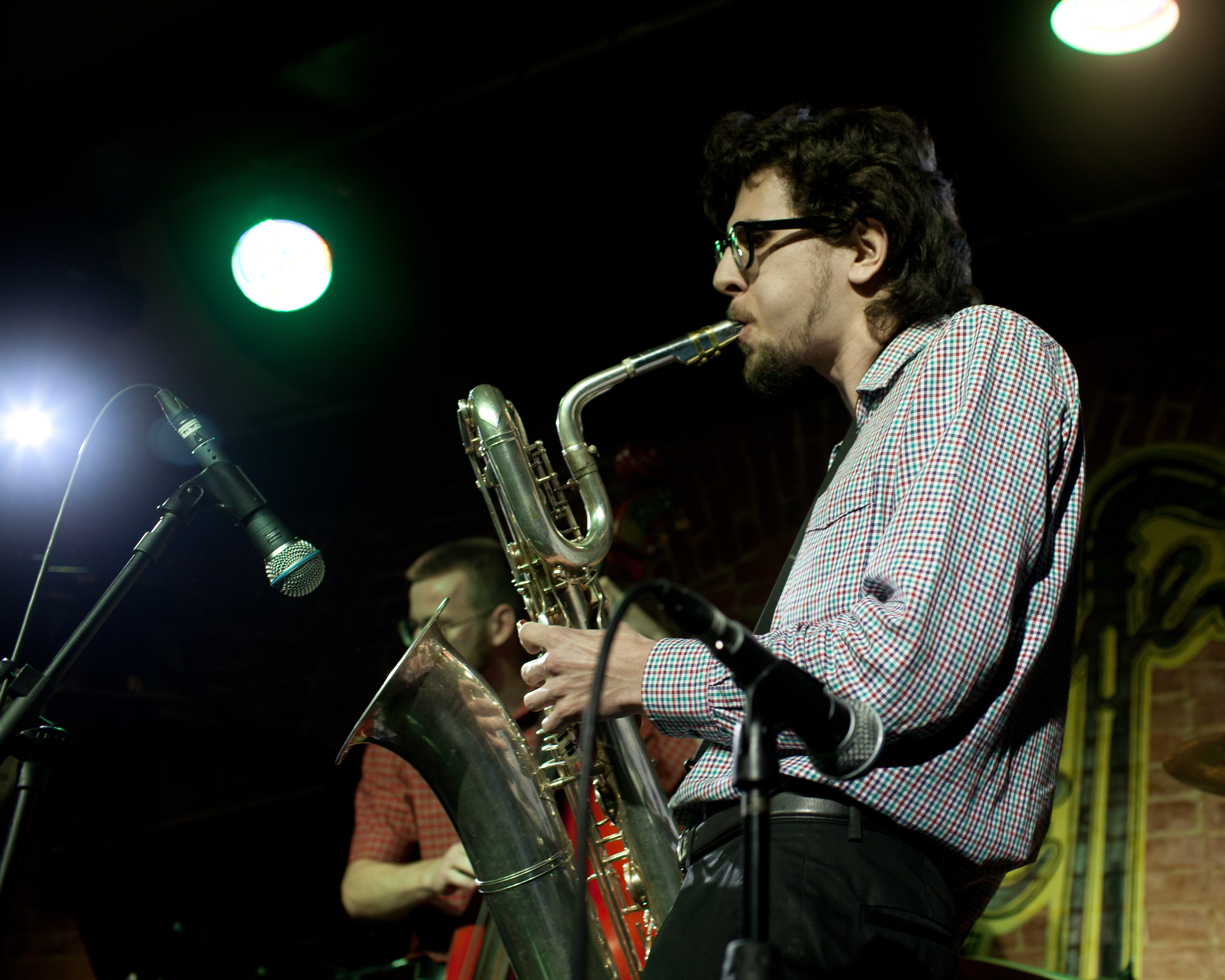
Антон Пономарёв
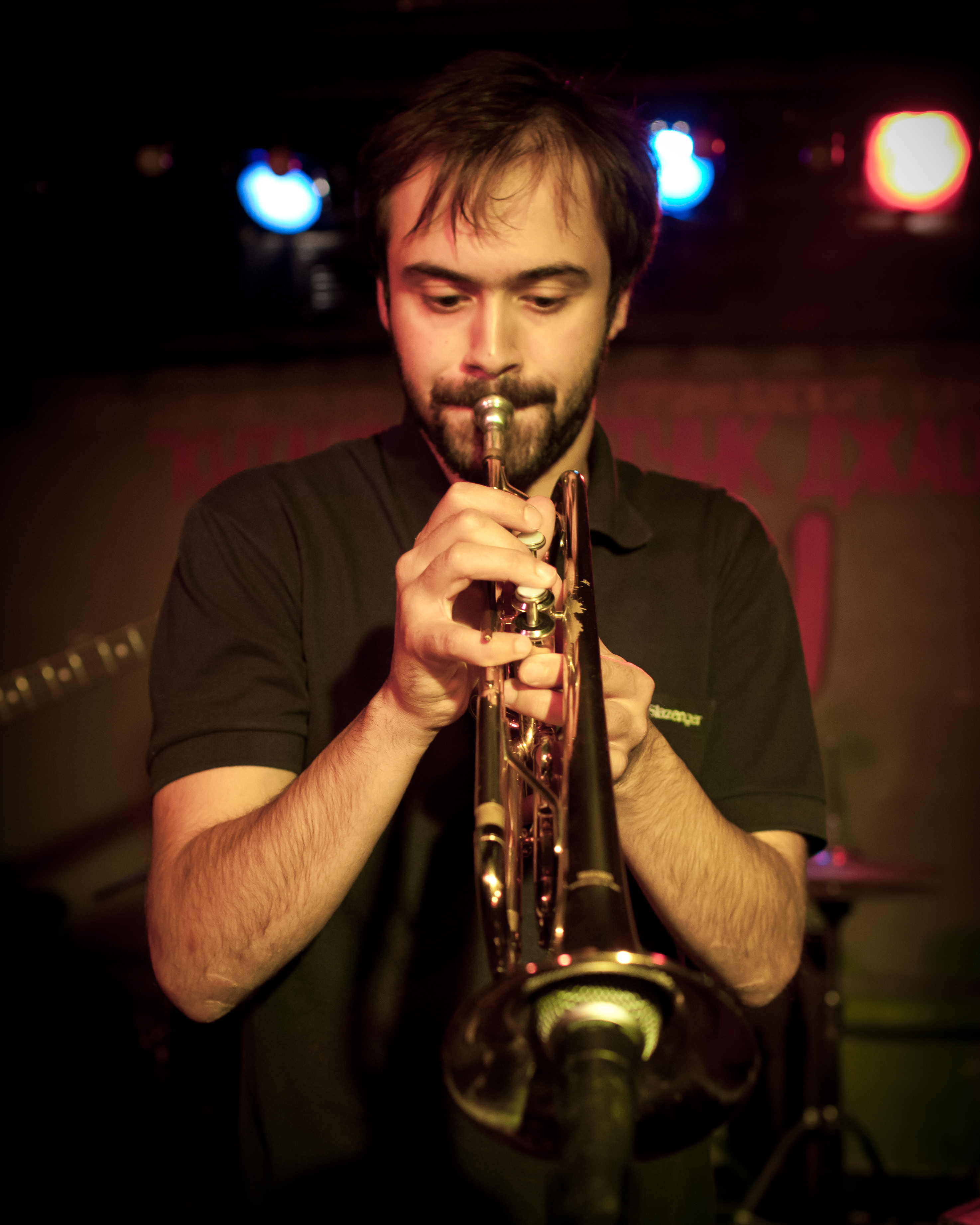
Константин Сухан
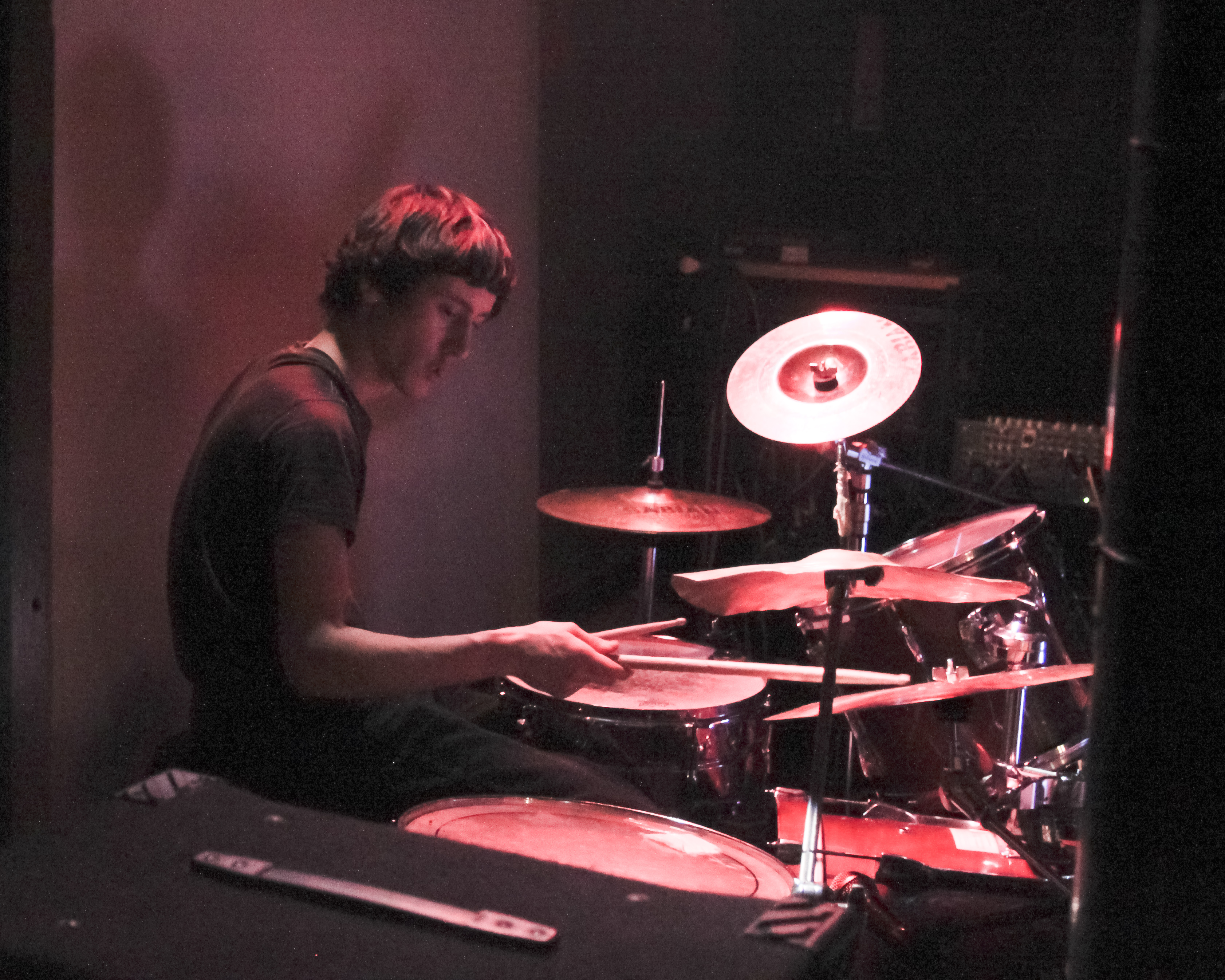
Андрей Ким

В 2015 году состав коллектива сократился до трио: группу покинул трубач Константин Сухан, а Андрея Кима за барабанами сменил Ярослав Курило.
В январе 2017 года была презентована четвёртая пластинка коллектива, под названием «Рафинад», записанная живьём.
В начале 2018 года у группы вышел новый альбом «Солнечный удар».

## Дискография
- «Бром» (Длинные Руки, 2011)
- «Бельмо» (Fancy Music, Без Лого и Названия, 2014)
- «Три ребра» (Геометрия, 2014).
- «Рафинад» (ТОПОТ, 2017).
- «Солнечный удар» (TROST records, 2018).
- «Танец с идиотом» (TROST records, 2020).
- «Чёрная голова» (Addicted Label, 2025).